# 船後礁
船後礁，為台灣澎湖縣望安鄉的一個島嶼，面積約0.0027平方公里。島嶼位於望安島最東北端東鼻頭的東北東方約650公尺處。島上設有一座小型導航標誌燈。